# Hanzo Lehmann
Hanzo Lehmann (deutsch Hans Lehmann; * um 1690; † um 1721) war ein sorbischer Bauernführer und Dorfschulze der Ortschaft Eichow.
Hanzo Lehmann gehörte zu den Anführern des Bauernaufstandes 1715 bis 1717 im Kreis Cottbus. Dieser Aufstand zählte zu den größten und bedeutsamsten Erhebungen sorbischer und deutscher Bauern im 18. Jahrhundert in Preußen.
Im Juli 1715 beschloss er mit anderen Menschen, sich direkt beim preußischen König über die soziale Lage der Lausitzer Bevölkerung zu beschweren. Der König veranlasste Hanzo Lehmann festzunehmen, was im August 1715 geschah. Mit dem Versprechen, er werde sich nicht mehr kritisch äußern, wurde er 1717 freigelassen. Doch wegen der noch desolaten Lage der sorbischen und deutschen Bauern versammelten sich unter Lehmanns Führung mehr als 4.000 bewaffnete Bauern in Raddusch. Dort wurde u. a. beschlossen, keine Frondienste mehr zu leisten.
Hanzo Lehmann wurde erneut verhaftet und zu lebenslanger Haft auf der Festung Küstrin verurteilt. Trotz mehrerer Gnadengesuche durch seine Frau (das letzte 1721) wurde er nicht freigelassen. Hanzo Lehmann verstarb in Haft.